# Malimbus
Genre
Le genre Malimbus regroupe 10 espèces de passereaux appartenant à la famille des Ploceidae.

## Liste des espèces
D'après la classification de référence (version 2.2, 2009) du Congrès ornithologique international (ordre phylogénique) :
- Malimbus coronatus – Malimbe couronné
- Malimbus cassini – Malimbe de Cassin
- Malimbus racheliae – Malimbe de Rachel
- Malimbus ballmanni – Malimbe de Ballmann
- Malimbus scutatus – Malimbe à queue rouge
- Malimbus ibadanensis – Malimbe d'Ibadan
- Malimbus nitens – Malimbe à bec bleu
- Malimbus rubricollis – Malimbe à tête rouge
- Malimbus erythrogaster – Malimbe à ventre rouge
- Malimbus malimbicus – Malimbe huppé